# 길문종
길문종(1959년 2월 7일 ~ )은 1959년 2월 7일 서울특별시에서 태어났으며 현재 대한민국의 기업인이다.

## 프로필

### 출생
- 1959년 2월 7일, 서울특별시

### 학력
- 한영고등학교 졸업
- 연세대학교 미래캠퍼스 의용전자공학과 학사
- 미국 Polytechnic University 대학원 Bioengineering 석사
- 연세대학교 대학원 의용전자공학과 박사

### 경력
- 육군 학군장교(중위전역)
- (주)메디슨 해외영업부 과장
- (주)메디아나 창업, 강원도 지역혁신협의회 운영위원
- 대한의용생체공학회 산학협력이사
- 연세대학교 총동문회 상임부회장
- 나노엘시디(주) 대표이사
- 산업자원부 전략기술개발사업 차세대 의료기기 분야 기술위원회 위원
- 한국의료기기공업협동조합 이사
- 벤처기업협회 이사,
- (주)메디아나 대표이사 회장

### 초청
- 2000년과 2003년에 각각 청와대에 대통령 초청을 받아 첨단보건산업 관계자회의나 국정과제회의에 참여.

## 여담
- 과거부터 수 차례에 걸쳐서 약 1억 4천만원을 미래캠퍼스 의공학부 발전기금으로 기부했고 2020년 5월에도 미래캠퍼스에 약 50억원 가량의 개인소유 상장주식(273,224주)를 발전기금으로 내놓음[1][2]